# Isabel de Portugal (1432-1455)
Isabel de Portugal (1432-2 de diciembre de 1455), duquesa de Coímbra y reina consorte de Portugal. Era hija de la infanta Isabel de Urgel y del infante y duque Pedro de Coímbra, por lo tanto era nieta de Juan I de Portugal y Felipa de Lancaster.

## Matrimonio
Su padre, el infante Pedro se hizo  regente del reino en 1439 durante la minoría de edad del rey Alfonso V, tras la destitución y expulsión de su madre Leonor de Aragón, la cual había asumido la regencia tras la muerte de su marido, el rey Eduardo I.
Para no perder el poder frente a la nobleza, capitaneada por su medio hermano Alfonso I de Braganza, el regente hace comprometer a Isabel en 1445 con su primo el rey Alfonso V de Portugal. Aunque también se informa, ambos se enamoraron el uno del otro y habían vivido una historia de amor un tiempo antes. El compromiso provocó un conflicto entre Pedro de Coímbra y el duque Afonso de Braganza, que había deseado que el monarca se casara con su nieta. Isabel recibió los ingresos de Santarém, Alvaiázere, Sintra y Torres Vedras en su boda.
El matrimonio se celebró el 6 de mayo de 1447. Tanto la novia como el novio tenían quince años.

## Caída de su padre y rehabilitación
En 1448, el rey tomó como consejero a Alfonso de Braganza. Posteriormente destituyó al regente Pedro y asumió el poder al ser declarado mayor de edad. Poco después el rey le declaró la guerra a su tío, venciéndolo en la batalla de Alfarrobeira, donde murió Pedro (se sospecha que lo mataron) y su hermano Juan fue exiliado, cayendo la familia en desgracia. 
Sin embargo, la propia Isabel no perdió el favor del rey y tomó el control del ducado de Coimbra y el patrimonio familiar hasta que su hermano regresó a Portugal en 1454.
En 1455, Isabel rehabilitó a su padre y le hizo honrar con una gran ceremonia de exoneración en la corte y lo volvió a enterrar a lo grande.

## Descendencia y muerte
De su unión con Alfonso V, Isabel tuvo tres hijos:
- Juan (n. 1451), falleció poco después de nacer;
- Juana la Princesa Santa (1452-1490), religiosa y beata;
- Juan II de Portugal (1455-1495), sucesor de su padre con el nombre de Juan II.

Apenas unos meses después del nacimiento de su hijo menor, Isabel murió con apenas veintitrés años de edad, aparentemente envenenada.